# Michael Devoe
Michael Jaden Devoe (Orlando, Florida, 17 de diciembre de 1999) es un baloncestista estadounidense que pertenece a la plantilla del Türk Telekom B.K. de la BSL turca. Con 1,93 metros de estatura, juega en la posición de escolta.

## Trayectoria deportiva

### Universidad
Jugó cuatro temporadas con los Georgia Tech del Instituto Tecnológico de Georgia, en las que promedió 14,6 puntos, 4,1 rebotes, 3,1 asistencias y 1,3 robos de balón por partido. En 2021 fue nombrado MVP del torneo de la Atlantic Coast Conference después de llevar a Georgia Tech a su primer título desde 1993. En su última temporada fue incluido en el tercer mejor quinteto de la conferencia.

#### Estadísticas
| Año     | Equipo       | PJ  | PT  | MPP  | %TC  | %3P  | %TL  | RPP | APP | ROB | TPP | PPP  |
| ------- | ------------ | --- | --- | ---- | ---- | ---- | ---- | --- | --- | --- | --- | ---- |
| 2018–19 | Georgia Tech | 32  | 23  | 32.2 | .401 | .393 | .710 | 3.3 | 2.5 | 1.4 | .5  | 9.7  |
| 2019–20 | Georgia Tech | 28  | 28  | 35.1 | .476 | .427 | .750 | 3.9 | 3.4 | 1.2 | .1  | 16.0 |
| 2020–21 | Georgia Tech | 26  | 26  | 35.0 | .455 | .400 | .753 | 4.3 | 3.3 | 1.3 | .3  | 15.0 |
| 2021–22 | Georgia Tech | 31  | 29  | 34.5 | .462 | .365 | .733 | 4.9 | 3.1 | 1.4 | .4  | 17.9 |
| Total   | Total        | 117 | 106 | 34.1 | .452 | .393 | .736 | 4.1 | 3.1 | 1.3 | .3  | 14.6 |

### Profesional
Tras no ser elegido en el Draft de la NBA de 2022, jugó la Liga de Verano de la NBA con Los Angeles Clippers, y el 24 de octubre se unió a la pretemporada de su filial, los Ontario Clippers. Jugó una temporada en la que promedió 6,7 puntos y 3,2 rebotes por partido.
El 8 de junio de 2023 fue seleccionado por Rip City Remix en el Draft de Expansión de la NBA G League 2023-24. El 14 de septiembre, sus derechos fueron transferidos a los Salt Lake City Stars. El 11 de octubre, firmó con Utah Jazz, pero fue despedido seis días después. El 30 de octubre, se unió a los Stars. El 26 de enero de 2024 fue traspasado a los Memphis Hustle a cambio de una primera ronda del draft de 2024. Allí se hizo con el puesto de titular, y acabó la temporada promediando 17,1 puntos, 4,6 rebotes y 3,0 asistencias por partido.
El 12 de mayo de 2024 firmó contrato con el Maccabi Ironi Ramat Gan de la Ligat Ha'Al, donde disputó seis partidos en los que promedió 10,2 puntos y 3,0 rebotes.
El 3 de agosto de 2024 fichó por el Mitteldeutscher BC de la Basketball Bundesliga. Jugó una temporada, en la cual, saliendo desde el banquillo, promedió 15,9 puntos, 3,8 rebotes y 3,8 asistencias por partido.
El 18 de junio de 2025 fichó por los Leones de Ponce de la BSN puertorriqueña, y el 1 de julio firmó contrato por una temporada con el Türk Telekom B.K. de la BSL turca.